# Asesinatos del valle de Lewis-Clark
Los asesinatos del valle de Lewis-Clark se refieren a un grupo de homicidios y desapariciones que ocurrieron en el área metropolitana de Lewiston-Clarkston al norte de Idaho entre 1979 y 1982. Los investigadores han identificado cuatro víctimas y posiblemente a una quinta que estarían conectadas a un único sospechoso.

## Víctimas

### Christina White
Christina Lee White, de 12 años de edad, fue vista por última vez en Asotin, Washington, el 28 de abril de 1979, durante la feria del Condado de Asotin. Se comunicó por teléfono con su madre alrededor de las 2:30 PM desde la casa de un amigo para informarle que se sentía enferma debido al calor. Debido a que no poseía un medio de transporte, su madre no pudo buscarla del lugar; en su lugar, le aconsejó a Christina recostarse y aplicar una toalla húmeda sobre su cuello y luego, cuando se sintiera mejor, que regresase a casa. Su madre asumió que Christina se había sentido mejor y había regresado a la feria cuando no volvió a comunicarse.
Alrededor de las 7:00 y las 10:00 PM, Christina fue vista por última vez en la cuadra 500 de la calle 2. Ya no estaba allí cuando su madre llegó para recogerla. Sus compañeros de escuela dijeron que la habían visto por última vez dirigiéndose a su hogar. Sus útiles escolares fueron descubiertos en un campo en las afueras de Asotin unas semanas después de su desaparición. Se presume que también fue vista conduciendo su bicicleta blanca antes de su desaparición. Nunca pudo ser localizada.

### Kristin David
Alumna de último año de la Universidad de Idaho, Kristin Noel David, de 22 años de edad, fue vista por última vez montando una bicicleta el 26 de junio de 1981, yendo en dirección a Moscow, Idaho, hacia Lewiston, Idaho. Los restos desmembrados de David fueron hallados el 4 de julio de 1981, seis millas al oeste de Clarkston, Washington, y al oeste de la isla Silcott, bordeando el Río Snake. El día siguiente, algunos de sus huesos fueron descubiertos río abajo. Los restos estaban envueltos en páginas de varios periódicos locales impresos en el año 1981 y metidos en bolsas de plástico negras. La bicicleta azul de David, su ropa y artículos personales nunca fueron hallados.
Varias personas que se encontraban viajando por la autopista 95 el día que David desapareció dijeron haber visto una mujer que coincidía con su descripción siendo abordada por un hombre en un auto de color marrón al lado del camino en las afueras de Genesee, Idaho. De acuerdo a testigos adicionales, el mismo hombre abordó o interactuó con varias ciclistas y transeúntes femeninas en la autopista ese mismo día.

### Incidente del Teatro Cívico de Lewiston
Kristina Diane Nelson, de 21 años de edad, y su hermanastra Jacqueline Ann Miller, de 18, desaparecieron mientras caminaban desde el apartamento de Nelson hacia un negocio en el centro de Lewiston, Idaho el 12 de septiembre de 1982. Esa misma noche, Steven Pearsall, de 35 años, también desapareció del Teatro Cívico de Lewiston. Le había pedido a sus amigos que lo acercaran hasta el teatro porque debía lavar ropa y practicar clarinete. Trabajaba allí como conserje. No se lo volvió a ver ni a oír de él.
Pearsall había dejado su clarinete en el teatro, lo que era inusual de él. También había dejado un cheque de pago sin cobrar en su apartamento y su auto quedó estacionado en la casa de un amigo. Pearsall era conocido por ambas mujeres y tenía una relación de "hermano mayor" con ellas. Las mujeres vivían a unas cuantas cuadras de su apartamento y durante su viaje a la tienda, habrían pasado por el teatro e incluso habrían ingresado al lugar. Nelson había trabajado como conserje en el teatro hasta su renuncia y Pearsall fue quién la había reemplazado. Tanto Pearsall como Nelson habían sido alumnos de la Universidad de Lewis-Clark.
Los restos de Nelson y Miller fueron encontrados el 19 de marzo de 1984, en un área rural a 35 millas de Lewiston, cerca de Kendrick, Idaho. Los investigadores no pudieron determinar la causa de muerte de Nelson, pero aseguraron que Miller había sido asesinada. Pearsall nunca fue localizado. Inicialmente los investigadores creyeron que Pearsall había estado involucrado en los asesinatos de las mujeres, pero luego aseguraron que los tres habrían estado dentro o alrededor del teatro la noche que desaparecieron y que podrían haber sido víctimas del mismo asesino. Las autoridades creen que incluso Pearsall pudo haber sido testigo de los asesinatos de las mujeres y que por eso también pudo haber sido asesinado.

## Investigación y sospechosos
En 1984, la policía del estado de Idaho alegó que el asesino serial Ottis Toole se había "implicado a sí mismo" en el asesinato de David y que era su "sospechoso más fuerte", pero agregaron que otros dos hombres habían también confesado el mismo crimen. En 2009, un detective retirado de la policía de Lewiston que había interrogado a Toole declaró que lo había descartado como sospechoso. En 1995, la policía de Lewiston anunció que Nelson, Miller y Pearsall podrían haber sido asesinados juntos dentro del Teatro Cívico por otro empleado del lugar. El sospechoso, quién se hallaba presente en el lugar la noche de la desaparición del trio, había residido en la misma casa de la que White desapareció en 1979.
En 1998, las autoridades de Spokane, Washington quienes se hallaban investigando los asesinatos que luego fueron atribuidos a Robert Lee Yates interrogaron a este mismo sospechoso. Ese mismo año, la policía de Lewiston declaró su creencia de que el asesinato de Kristin David estaba vinculado con los otros asesinatos y desapariciones del área de Lewiston. Un informe de noticias de 2009 aseguró que David había trabajado durante un tiempo en el Teatro Cívico de Lewiston y que podría haber conocido al empleado sospechoso en las muertes de Nelson-Miller-Pearsall. En 2011 se lanzó un documental de 53 minutos llamado "Confluence", que identificó al entonces desconocido sospechoso.
En 2018, un documental televisivo de dos partes que examinaba el caso, llamado "Cold Valley", se emitió en la cadena de Investigation Discovery. Un detective de la policía de Lewiston que aparecía en el programa reafirmó los vínculos que la policía había realizado entre las desapariciones de White y Pearsall y los asesinatos de Nelson y Miller, indicando que probablemente eran los trabajos de un mismo asesino. El programa también vinculó al sospechoso con otros tres casos dentro y alrededor de la región, incluido un caso de asesinato sin resolver de 1963, en Chicago.